# Иванов, Вячеслав Вениаминович
Вячеслав Вениаминович Ивано́в  (13 [26] марта 1906, Уфа — 12 апреля 1969, Ленинград) — советский художник театра и кино.

## Биография
Учился в Ленинградском художественном техникуме при АХ СССР (1924—1927). Участник выставок с 1927 года.
В театре с 1928 года. В 1930-е годы преподавал в студии при БДТ имени М. Горького в Ленинграде, работал в области театрального плаката, станковой живописи. В 1943—1955 — главный художник ЛДТ имени Ленинского комсомола.
С 1956 года художник-постановщик на киностудии «Леннаучфильм».
Похоронен на Северном кладбище в Санкт-Петербурге.

## Фильмография
- 1935 — По следам героя
- 1938 — Победа
- 1940 — Будни; Закон жизни
- 1941 — Семья Януш; Парень из тайги

## Признание
- Сталинская премия третьей степени (1952) — за спектакль «Дорогой бессмертия» Г. А. Товстоногова и В. Г. Брагина, поставленный на сцене ЛДТ имени Ленинского комсомола
- медали